# Hosťovce (Zlaté Moravce)
Hosťovce (bis 1927 slowakisch „Hostovce“; deutsch Hostowitz, ungarisch Gesztőd – bis 1907 Gesztőc) ist eine Gemeinde im Westen der Slowakei mit 719 Einwohnern (Stand 31. Dezember 2024), die zum Kreis Okres Zlaté Moravce, einem Teil des Nitriansky kraj, gehört.

## Geographie
Die Gemeinde befindet sich im Nordteil des Hügellands Žitavská pahorkatina zwischen den Gebirgen Tribeč und Pohronský Inovec, am Mittellauf des Baches Pelúsok. Das Ortszentrum liegt auf einer Höhe von 220 m n.m. und ist sechs Kilometer von Zlaté Moravce entfernt.
Nachbargemeinden sind Klátova Nová Ves im Norden, Lovce und Žikava im Nordosten, Topoľčianky im Osten, Zlaté Moravce im Südosten, Martin nad Žitavou im Süden, Sľažany im Südwesten, Mankovce im Westen und Zlatno im Nordwesten.

## Geschichte
Hosťovce wurde zum ersten Mal 1209 als Gesteuge schriftlich erwähnt. Im Mittelalter war das Dorf Besitz der Abtei von Hronský Beňadik, später wechselten sich mehrere Besitzer: im 15. Jahrhundert die Familie Labatlan, im 16. Jahrhundert die Herrschaft von Ghymes, Ende des 17. Jahrhunderts das Herrschaftsgut von Goldmorawitz, dazu hatten Familien wie Keltz-Weiss, Szirányi und Klobusiczky Anteile an den Ortsgütern. Im 16. und 17. Jahrhundert musste Hosťovce einen Tribut an das Osmanische Reich ableisten. 1601 standen 43 Häuser im Dorf, 1826 zählte man 56 Häuser und 391 Einwohner, die als Landwirte und Waldarbeiter beschäftigt waren.
Bis 1918 gehörte der im Komitat Bars liegende Ort zum Königreich Ungarn und kam danach zur Tschechoslowakei beziehungsweise heute Slowakei. 

## Bevölkerung
| Jahr                | 1994 | 2004    | 2014    | 2024    |
| ------------------- | ---- | ------- | ------- | ------- |
| Anzahl der Personen | 758  | 759     | 757     | 719     |
| Unterschied         |      | +0,13 % | −0,26 % | −5,01 % |

| Jahr                | 2023 | 2024    |
| ------------------- | ---- | ------- |
| Anzahl der Personen | 733  | 719     |
| Unterschied         |      | −1,90 % |

Gemäß der Volkszählung 2011 wohnten in Hosťovce 749 Einwohner, davon 711 Slowaken, fünf Tschechen, vier Magyaren und drei Einwohner anderer ethnischer Herkunft. 26 Einwohner machten keine Angabe zur Ethnie. 
660 Einwohner bekannten sich zur römisch-katholischen Kirche, drei Einwohner zur Evangelischen Kirche A. B. sowie jeweils ein Einwohner zur evangelisch-methodistischen Kirche und zur reformierten Kirche; drei Einwohner bekannten sich zu einer anderen Konfession. 41 Einwohner waren konfessionslos und bei 40 Einwohnern wurde die Konfession nicht ermittelt.

## Bauwerke und Denkmäler
- römisch-katholische Kreuzerhöhungskirche aus den Jahren 1930–31
- barocke Mariensäule aus dem Ende des 18. Jahrhunderts